# Gonocarpus implexus
Gonocarpus implexus är en slingeväxtart som beskrevs av Anthony Edward Orchard. Gonocarpus implexus ingår i släktet Gonocarpus och familjen slingeväxter. Inga underarter finns listade i Catalogue of Life.